# Miturga
Miturga is een geslacht van spinnen uit de  familie van de spoorspinnen (Miturgidae).

## Soorten
- Miturga agelenina Simon, 1909
- Miturga albopunctata Hickman, 1930
- Miturga annulipes (Lucas, 1844)
- Miturga australiensis (L. Koch, 1873)
- Miturga catograpta Simon, 1909
- Miturga fagei Kolosváry, 1934
- Miturga ferina Simon, 1909
- Miturga gilva L. Koch, 1872
- Miturga impedita Simon, 1909
- Miturga lineata Thorell, 1870
- Miturga necator (Walckenaer, 1837)
- Miturga occidentalis Simon, 1909
- Miturga parva Hogg, 1914
- Miturga severa Simon, 1909
- Miturga splendens Hickman, 1930
- Miturga thorelli Simon, 1909
- Miturga whistleri Simon, 1909